# سیما میلوانوف
سیما میلوانوف (انگلیسی: Sima Milovanov؛ ۱۰ آوریل ۱۹۲۳ – ۱۶ نوامبر ۲۰۰۲) بازیکن فوتبال اهل یوگسلاوی بود.
از باشگاه‌هایی که در آن بازی کرده‌است می‌توان به باشگاه فوتبال وویوودینا اشاره کرد.
وی همچنین در تیم ملی فوتبال یوگسلاوی بازی کرده‌است.